# Phoque crabier
Lobodon carcinophaga
Genre
Espèce
Répartition géographique
Statut de conservation UICN

 LC  : Préoccupation mineure
Le Phoque crabier ou phoque carcinophage (Lobodon carcinophaga) est un mammifère marin. Sa population totale est estimée entre 8 et 50 millions d'individus. 
Plus d'un phoque sur deux dans le monde est un phoque crabier, et la biomasse de cette espèce est près de quatre fois plus élevée que celles de tous les autres pinnipèdes réunis. En plus d'être l'espèce de phoques la plus abondante, c'est également la plus rapide.
Lobodon carcinophaga est la seule espèce du genre Lobodon. Son nom vernaculaire provient des carapaces de krill trouvées dans les excréments de l'animal, prises à l'époque de sa découverte pour des carapaces de crabe.

## Description
Les mâles mesurent entre 2,20 m et 2,60 m, et pèsent approximativement entre 200 et 300 kg. Les femelles sont quant à elles plus grandes et plus minces, mesurant environ 3,60 m pour un poids de 230 kg en moyenne. Enfin, les jeunes naissent avec une taille de 1,20 m et pèsent entre 20 et 30 kg. Ces jeunes gagneront environ 4,2 kg par jour pendant 2 ou 3 semaines, jusqu'à leur sevrage.
Après la mue, le poil du phoque crabier devient marron foncé, tandis que sa région ventrale s'éclaircit. Ces phoques possèdent également quelques taches brunes sur le dos et les côtés. Cet éclaircissement aura lieu jusqu'au début de l'été austral.

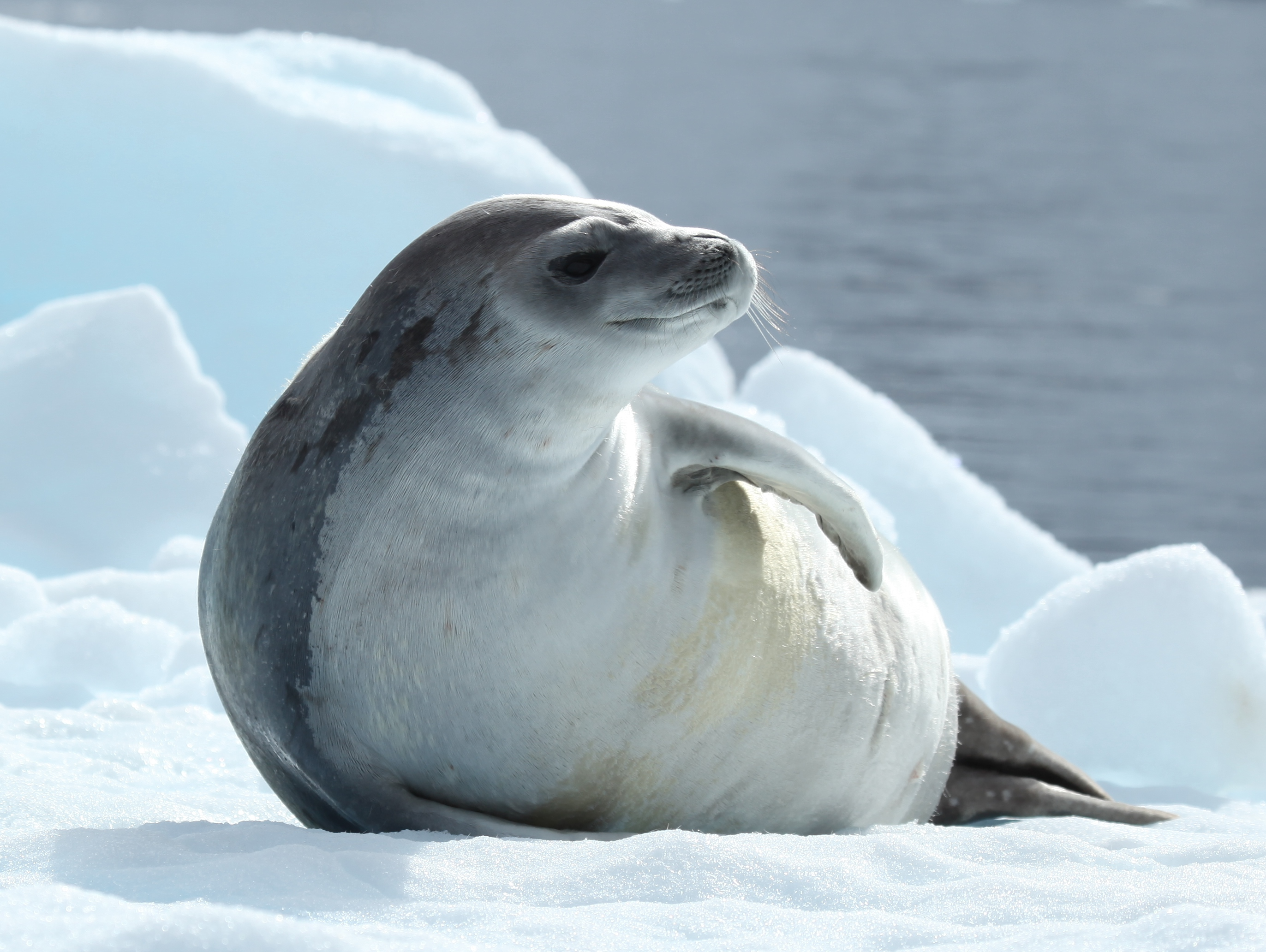
Portrait
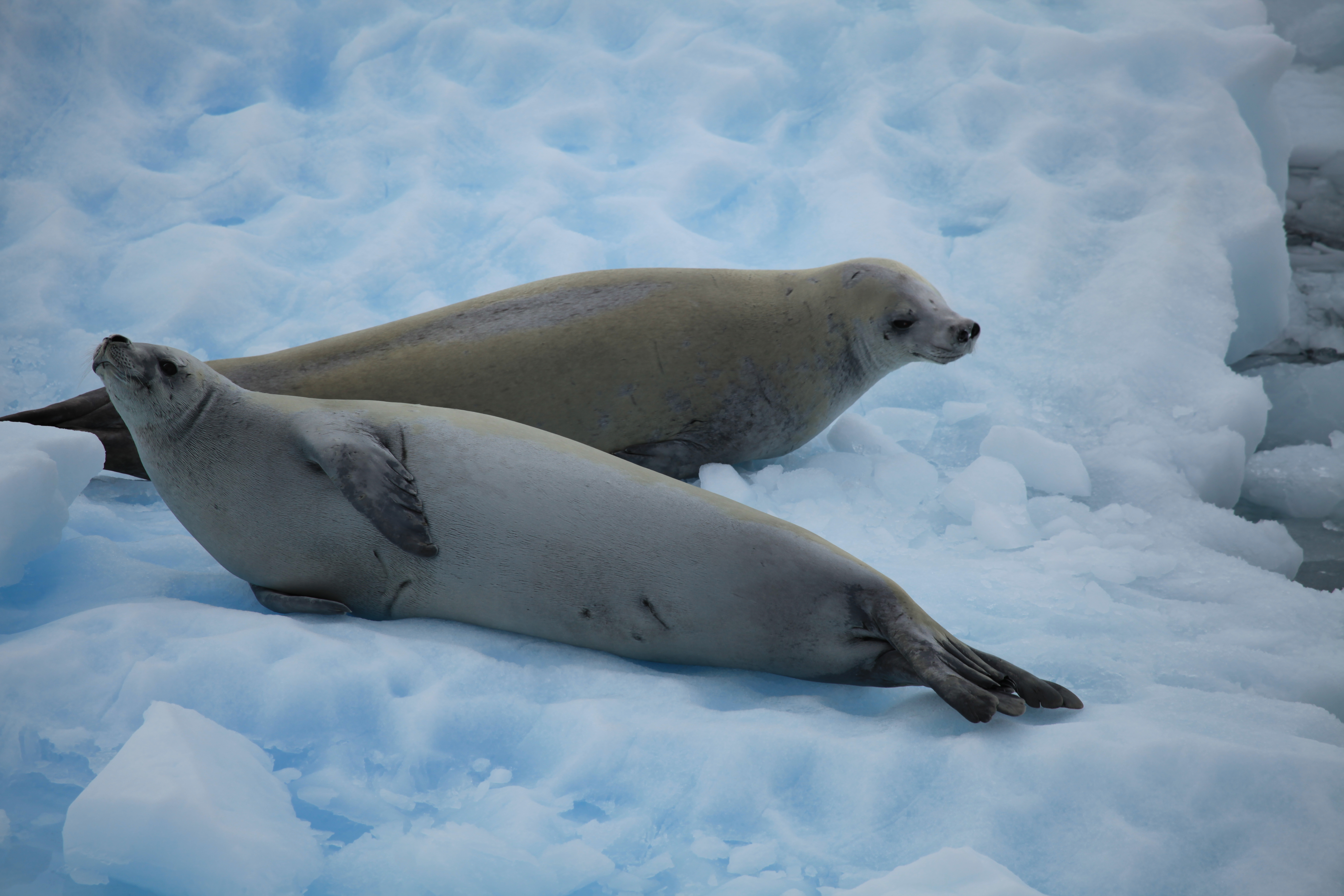
Couple.
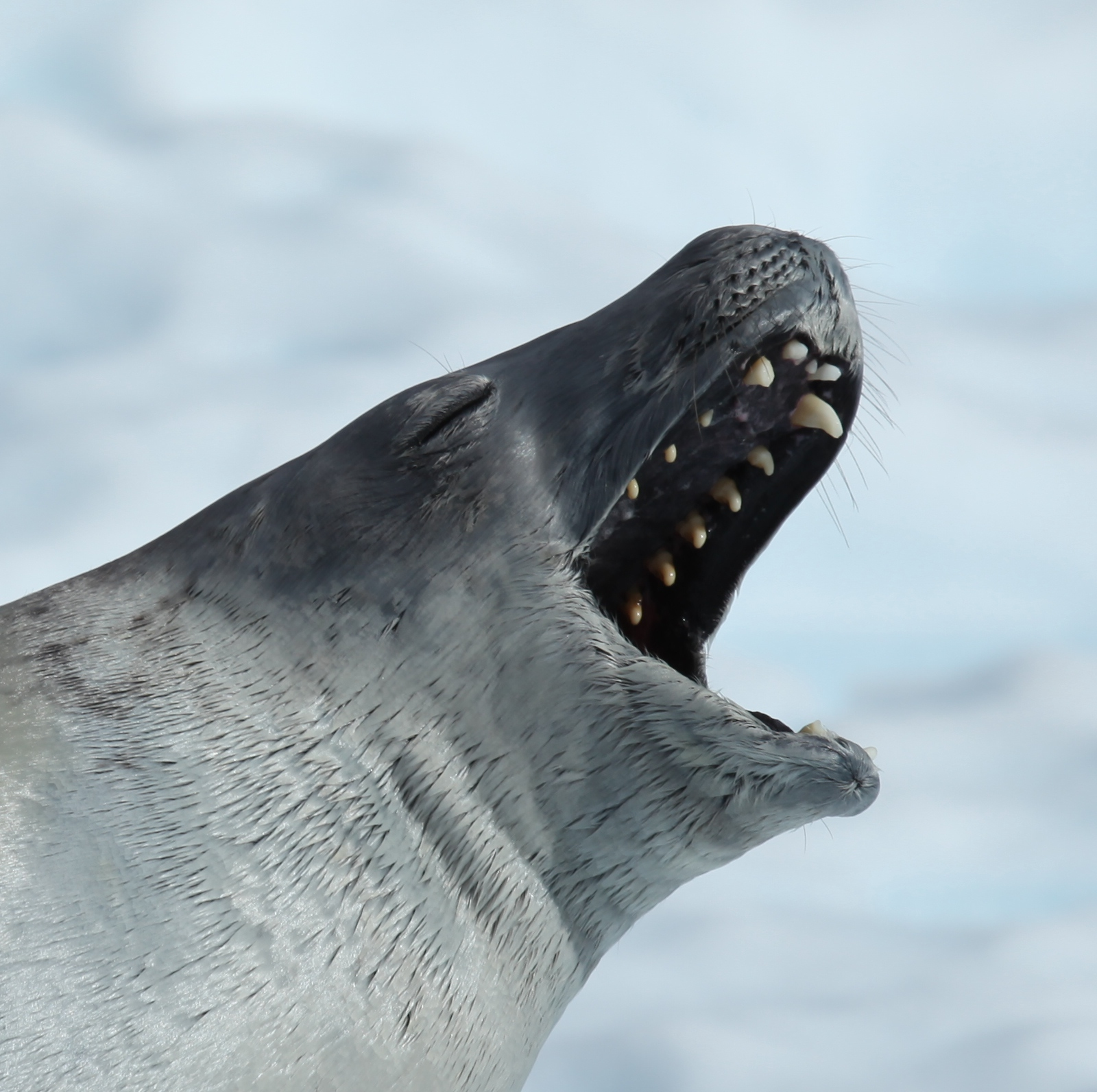
Dentition.

## Répartition et habitat
Cette espèce se développe exclusivement en Antarctique ; on estime qu'elle y a élu domicile une vingtaine de millions d'années plus tôt, à une époque (entre le Miocène et le Pliocène) où les températures étaient plus chaudes qu'aujourd'hui. Le succès de l'évolution de cette espèce jusqu'à nos jours peut s'expliquer par la grande stabilité des populations de krill disponibles, régime principal du phoque crabier.
Il est fortement lié au pack ; il est courant qu'il se fasse emporter malgré lui par la glace en déplacement.

## Alimentation

La dentition inhabituelle de ce phoque lui permet de séparer la nourriture de l'eau, à l'instar des fanons des baleines.

En dépit de son nom, son alimentation n'inclut pas de crabes. Elle est en fait constituée à 98 % de krill antarctique, que la forme très particulière de ses dents permet de récupérer.
Ces phoques consomment plus de 80 millions de tonnes de krill chaque année.

## Reproduction
La saison de reproduction se déroule d'octobre à décembre et une femelle peut avoir des petits jusqu’à l’âge de 25 ans. La maturité sexuelle des phoques crabier est variable : ainsi, entre 1950 et 1960, l'âge de la maturité des femelles est passée de 4 ans à 2,5 ans. Les scientifiques s'accordent à voir dans cette variation à une évolution du régime alimentaire, en effet cette période correspond à celle de la raréfaction des baleines à fanons, grandes dévoreuses de krill, dans les eaux antarctiques. Les ressources alimentaires ont donc augmenté fortement pour les phoques crabiers qui en seraient devenu plus productifs.
La femelle met au monde un seul petit à la fois et le porte pendant 11 mois. À la naissance il pèse en moyenne 20 kg et prend 4,2 kg par jour durant les premières semaines. Il est sevré au bout de trois semaines, la mère a alors vu son poids diminuer de 50 % et est de nouveau réceptive.
La protection de la mère et du jeune phoque est assuré par un mâle, qui n'est pas nécessairement le père, sur un petit périmètre de glace.

## Comportement
Le naturaliste Edward Adrian Wilson, qui accompagna l'explorateur britannique Robert Falcon Scott lors de l'expédition Terra Nova (1910–1913), rapporta que le phoque crabier, à la fin de sa vie, quitte le pack et initie un long voyage qui conduira à sa mort. Il observa en effet de nombreuses fois des charognes « à 50 km du littoral et 900 m au-dessus du niveau de la mer ».
On a remarqué la présence de nombreuses cicatrices, sur environ deux tiers des individus, causées par des morsures de léopards de mer.